# Museu Huguenote Daniel de La Touche
O Museu Huguenote Daniel de La Touche, é conhecido oficialmente por Casa de Cultura Huguenote Daniel de La Touche foi inaugurado em 8 de setembro de 2014 e está instalado em um casarão típico e histórico da cidade de São Luís no Maranhão. O prédio está localizado na Rua Djalma Dutra. O Museu não têm vínculos governamentais e se mantém através de doações de particulares que visitam o local.
A Proposta da instituição é ser um museu de artes, cultura, história e memória da fundação francesa de São Luís, e tem como objetivo o fortalecimento da identidade cultural franco-protestante, também identificada como huguenote que foi a nomenclatura dada aos Reformistas Protestantes da França do Século XVI.
A Casa de Cultura Huguenote Daniel de La Touche faz referência à fundação da cidade de São Luís e toda a sua historicidade francesa, bem como o conjunto de bens culturais desta civilização registrados em livros e peças espalhadas e desconhecidas.

## Acervo
A principal exposição do museu se chama Tupinambá, uma homenagem aos nativos brasileiros que ajudaram os franceses a fundar a cidade de São Luís.
No piso térreo é onde ficam expostas obras de arte de autoria de diversos artistas maranhenses, entre eles destaca-se Gláucia Rosane', que também é a fundadora da instituição.
Além de telas, também estão expostos diversos objetos de uso indígenas, porcelana portuguesa e fotografias como a da Princesa Isabel, importante abolicionista.

## Show Daniel de La Touche
Anualmente o Museu Huguenote Daniel de La Touche realiza shows para a apreciação da comunidade ludovicense.

## A Fundação de São Luís
Daniel de La Touche, Senhor de La Ravardière lutou num período de 15 anos pelo projeto de fundação de São Luís, denominada França Equinocial. François de Razilly, senhor de Aumelles e Razilly, e Nicolas de Harlay, senhor de Sancy, barão de Molle e de Grosbois, estiveram interessados pelo empreendimento. A rainha regente da França e Navarra, Maria de Médici, permitiu que participassem os religiosos da Ordem dos Frades Menores Capuchinhos na expedição.
A esquadra francesa era constituída de três navios. Os comandantes dessa esquadra foram La Ravardiére e Razilly. Ambos foram solidários com Nicolas de Harlay. A esquadra deixou o porto de Cancale, na atual região francesa da Bretanha e chegou em 26 de julho de 1612 numa enseada maranhense.
Deram o nome de Sant'Ana à ilha de menor porte onde chegaram a encostar o navio. A pequena ilha recebeu esse nome em honra à santa do dia. Ali levantaram a primeira cruz latina feita de madeira em solo maranhense. Os tripulantes da embarcação ficaram nessa ilha. Enquanto isso, Charles Des Vaux começou a conversar com os indígenas na ilha de Upaon-Açu.
O segundo nome da ilha foi ilha do Maranhão e posteriormente ilha de São Luís. Ali, em 12 de agosto, foi celebrado o primeiro culto. E ali foi escolhido o lugar da primeira fortificação. Com a cooperação dos indígenas, edificaram a primeira capela. Em 8 de setembro foi levantada a cruz na ilha de Sant'Ana. Abençoou-se o terreno e a fortificação recebeu o nome de Forte de São Luís. A origem do nome da cidade é uma homenagem ao rei santo da França Luís IX. Esse foi o início da cidade de São Luís.

## Daniel de La Touche
Foi o líder Protestante enviado pelo Rei da França Henrique IV, também protestante, para fundar uma cidade que serviria de refúgio para os protestantes que fugiam da Inquisição na Europa.
Daniel, era um nobre, chefe militar experiente, de muita influência política, Senhor de La Ravardiére. Era tolerado na corte francesa pela sua Profissão de Fé Reformada. Foi ele o escolhido para fundar a Cidade de São Luís, ou melhor, o País Francês denominado França Equinocial no litoral norte do Brasil.
Em 8 de Setembro de 1612, São Luís, de fato, nasce a partir de uma fortaleza, um forte construído com a ajuda espontânea dos nativos.